# Cuterebra ephippium
Cuterebra ephippium är en tvåvingeart som beskrevs av Pierre André Latreille 1818. Cuterebra ephippium ingår i släktet Cuterebra och familjen styngflugor. Inga underarter finns listade i Catalogue of Life.